# Liste des ateliers du métro de New York
 (janvier 2022).
Si vous disposez d'ouvrages ou d'articles de référence ou si vous connaissez des sites web de qualité traitant du thème abordé ici, merci de compléter l'article en donnant les références utiles à sa vérifiabilité et en les liant à la section « Notes et références ».
La liste des ateliers du métro de New York recense les vingt-deux ateliers de réparation, ou centre de maintenances du métro de New York. Ils sont répartis en deux groupes : onze ateliers pour la Division A (dont un détruit) et onze pour la Division B.

## Division A

### 137th Street Yard
Cet atelier s'occupe de la ligne 1.

### 239th Street Yard
Cet atelier s'occupe des lignes 2 et 5.

### 240th Street Yard
Cet atelier s'occupe de la ligne 1.

### Corona Yard
Cet atelier s'occupe de la ligne 7 et <7>.

### East 180th Street Yard
Cet atelier s'occupe des lignes 2 et 5.

### Jerome Avenue Yard
Cet atelier s'occupe de la ligne 4.

### Lenox Yard
Cet atelier s'occupe de la ligne 3.

### Livonia Yard
Cet atelier s'occupe des lignes 2, 3, 4 et 5.

### Unionport Yard
Cet atelier s'occupe des lignes 2 et 5. Elle est associée avec le East 180th Street Yard

### West Farms Yard (démoli)
Cet atelier s'occupait des lignes 2 et 5.

### Westchester Yard
Cet atelier s'occupe de la ligne 6.

## Division B

### 174th Street Yard
Cet atelier s'occupe de la ligne C.

### Canarsie Yard
Cet atelier s'occupe de la ligne L.

### Church Avenue Yard
Cet atelier s'occupe de la ligne G.

### Coney Island Complex
Cet atelier s'occupe des lignes B, D, F, G, N, Q, R, W et S (Franklin Avenue) .

### East New York Yard
Cet atelier s'occupe des lignes J, L, M et Z.

### Fresh Pond Yard
Cet atelier s'occupe de la ligne M.

### Jamaica Yard
Cet atelier s'occupe des lignes E, F, G, R.

### Pitkin Yard
Cet atelier s'occupe des lignes A et C.

### Rockaway Park Yard
Cet atelier s'occupe de la ligne A.

## Ateliers inscris dans les 2 Divisions

### 207th Street Yard
Cet atelier s'occupe de la ligne C.

### Concourse Yard
Cet atelier s'occupe des lignes 4, B et D.

## Autres ateliers

### 36th–38th Street Yard
Cet atelier stocke des véhicules d'entretien et de travaux.

### Clifton Yard
Cet atelier s'occupe de la ligne de Staten Island Railway